# Isar atomerőmű
Az Isar I és az Isar II két alapterhelésű atomerőmű volt, amelyeket Németországban, az Isar folyó mellett építettek. Tizennégy kilométerre voltak Landshuttól, Essenbach és Niederaichbach között Bajorországban.
Az atomenergia kivezetésének részeként 2023. április 15-én leállították őket.

## Biztonság

### Passzív biztonsági berendezések
A biztonsági funkció a passzív biztonsági funkcióval kezdődik, amely a reaktormagban lévő radioaktív anyagokat (baleseteknél is) a külső környezettől való védelem érdekében magába foglalja. Az üzemanyaggranulátumok, az üzemanyagrudak burkolata, a reaktor nyomástartó edénye, a biológiai pajzs, az acél konténmentszerkezet és a külső vasbeton köpeny a hat legfontosabb passzív biztonsági jellemző.

### Aktív biztonsági jellemzők
A passzív biztonsági berendezéseket számos automatikusan működő aktív biztonsági rendszer egészíti ki, amelyek megbízhatósága a többes számban való létezésükön és a külön helyiségekben való autonóm működésükön alapul. Ez ugyanúgy szükséges a belső elektromos energiaellátás esetében, mint a reaktor hűtőrendszere esetében, amely minden üzemállapotban biztosítja a megbízható hőelvezetést, még akkor is, ha egy valószínűtlen baleset (például egy primer hűtőközeg-vezeték elszakadása) következik be. Folyamatosan ellenőrzi és összehasonlítja az erőmű minden fontos kulcsfontosságú működési paraméterét, és automatikusan aktiválja a szükséges védelmi intézkedéseket (az erőművet üzemeltető személyzettől függetlenül), ha egy paraméter eléri a határértéket. A védelmi rendszer például gyors leállítást és utóhűtési eljárást kezdeményezhet.

## Helyszíni tároló létesítmények

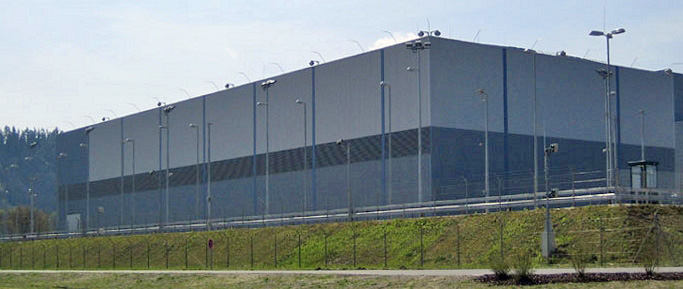
Üzemanyaggyűjtő konténertároló létesítmény az Isar atomerőmű területén

A törvény értelmében minden német atomerőműnek az atomhulladékot az erőmű közelében lévő helyszíni tároló létesítményekben kell tárolnia. Ezeket az ideiglenes tároló létesítményeket addig kell használni, amíg Németországban egy központi helyen meg nem épül a végleges feldolgozóüzem, ahová minden atomerőmű elküldi majd az atomhulladékát. Ennek a tárolónak a használatát 2030-tól tervezik, ezért van szükség az átmeneti tároló létesítményekre.
Ezért az Isar atomerőműveknek is rendelkezniük kell saját átmeneti tárolóval, amelyet 2004. június 15. óta építenek.
Az Isar telephelyén lévő ideiglenes tároló létesítmény munkálatait a környezetvédő és lakossági csoportok tiltakozó akciói jellemezték, amelyek aggodalmuknak adtak hangot az esetleges egészségügyi hatások miatt.
Az Isar atomerőmű átmeneti tároló létesítménye 2007 óta üzemel, és 152 fűtőelem-tartály számára biztosít kapacitást.

## Az atomenergia fokozatos kivonása
Az atomenergia-termelés biztonságával kapcsolatos aggodalmak az 1986-os csernobili atomerőmű-balesetet követően jelentősen megnőttek, ami végül egyes országokban az atomerőművek fokozatos megszüntetésének tervéhez vezetett. A német atomerőművek kivonására vonatkozó előírások szerint az Isar-I-t 2011-ben le kellett volna állítani, az Isar-II-ben pedig 2021-ig folytatni kellett volna a működést. A 2011. márciusi japán Tōhoku földrengés és szökőár után azonban a leállítás felgyorsítása mellett döntöttek. Az Isar-I-t 2011. március 17-től három hónapos nukleáris moratórium miatt lezárták. 2011. május 30-án a kora reggeli órákban bejelentették, hogy az Isar-I nem tér vissza. Az Isar-II, amely Németország egyik legerősebb (kb. 1400 MW) és legmodernebb reaktora, a 2023. április 15-ig  üzemelt. A reaktor leállításával megszűnt Németországban az atomenergiával történő energiatermelés.

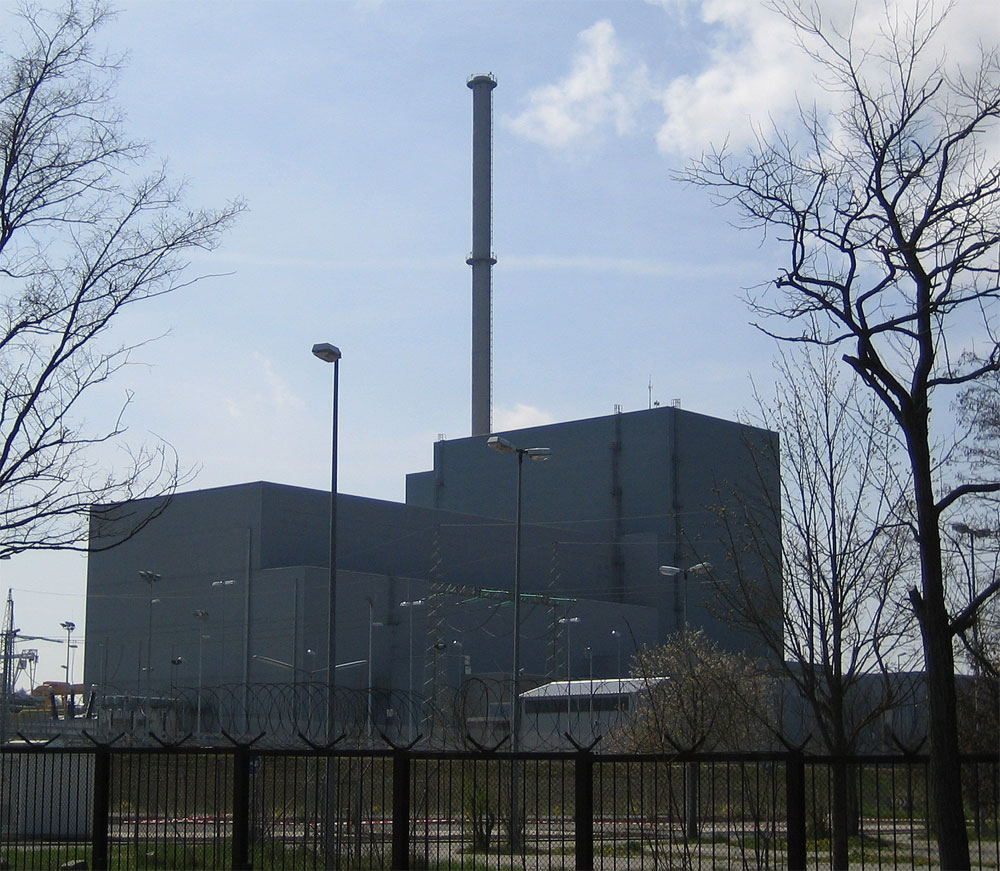
Isar 1 atomerőmű
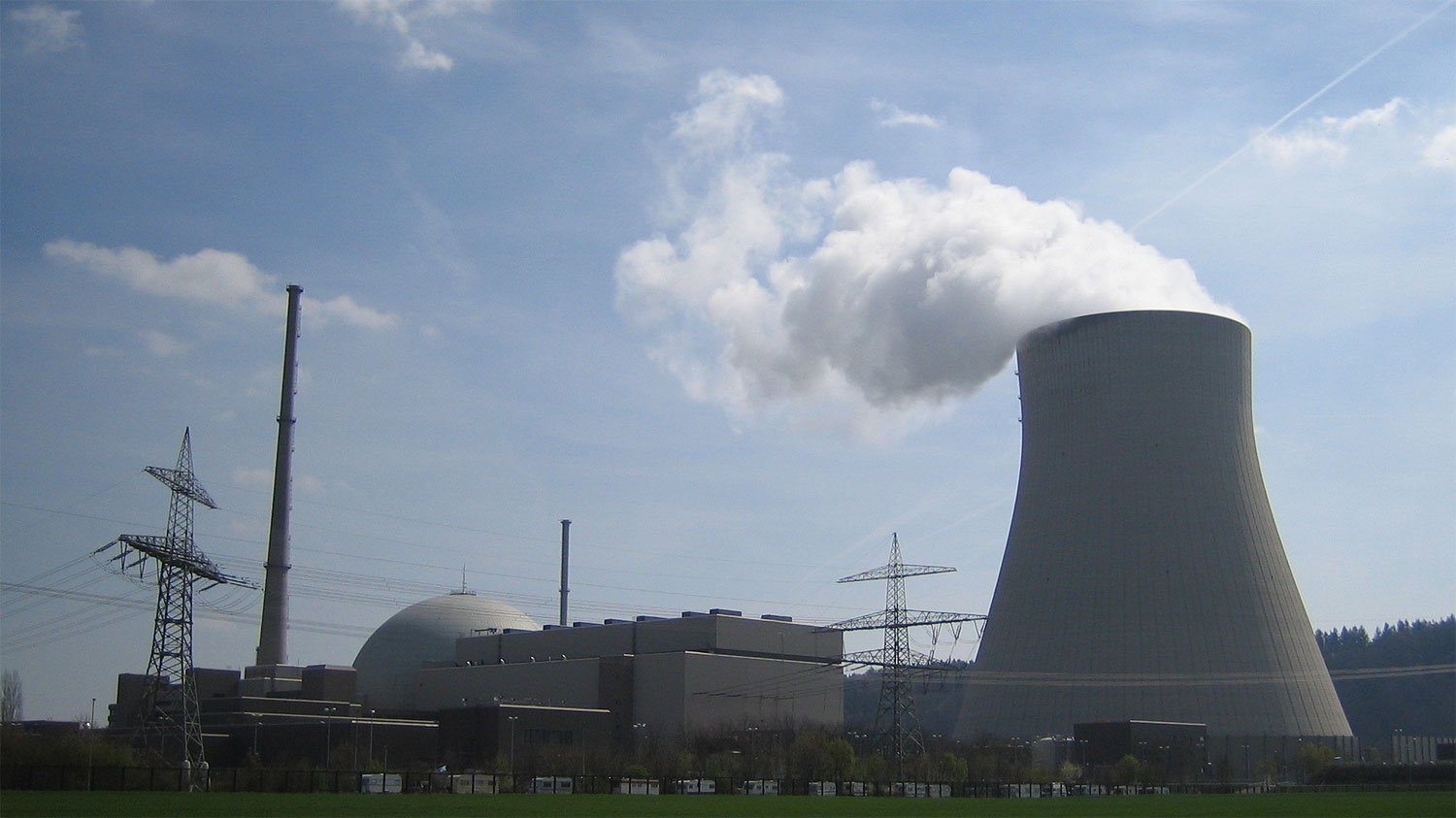
Isar 2 atomerőmű
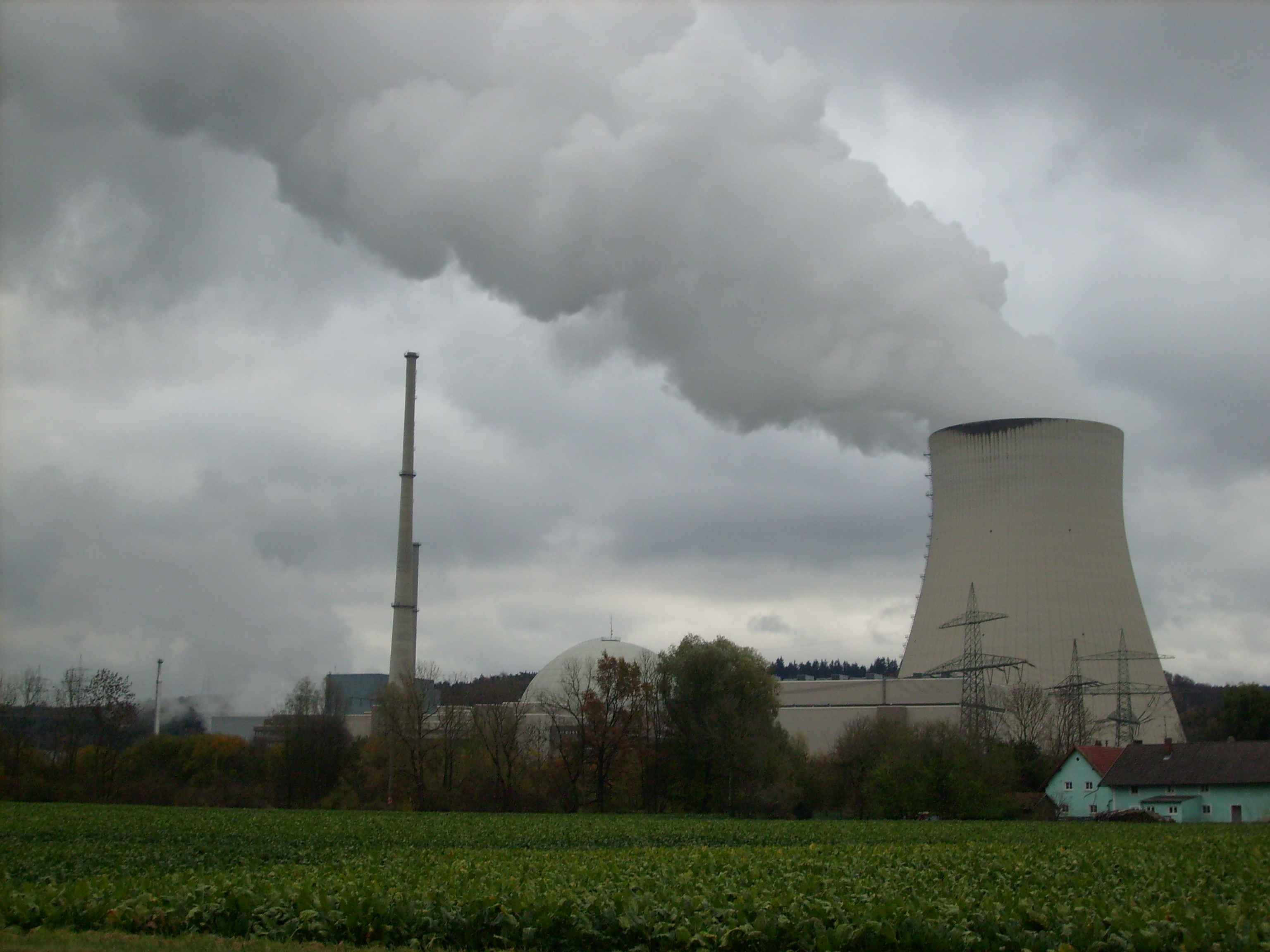
Isar 2 atomerőmű
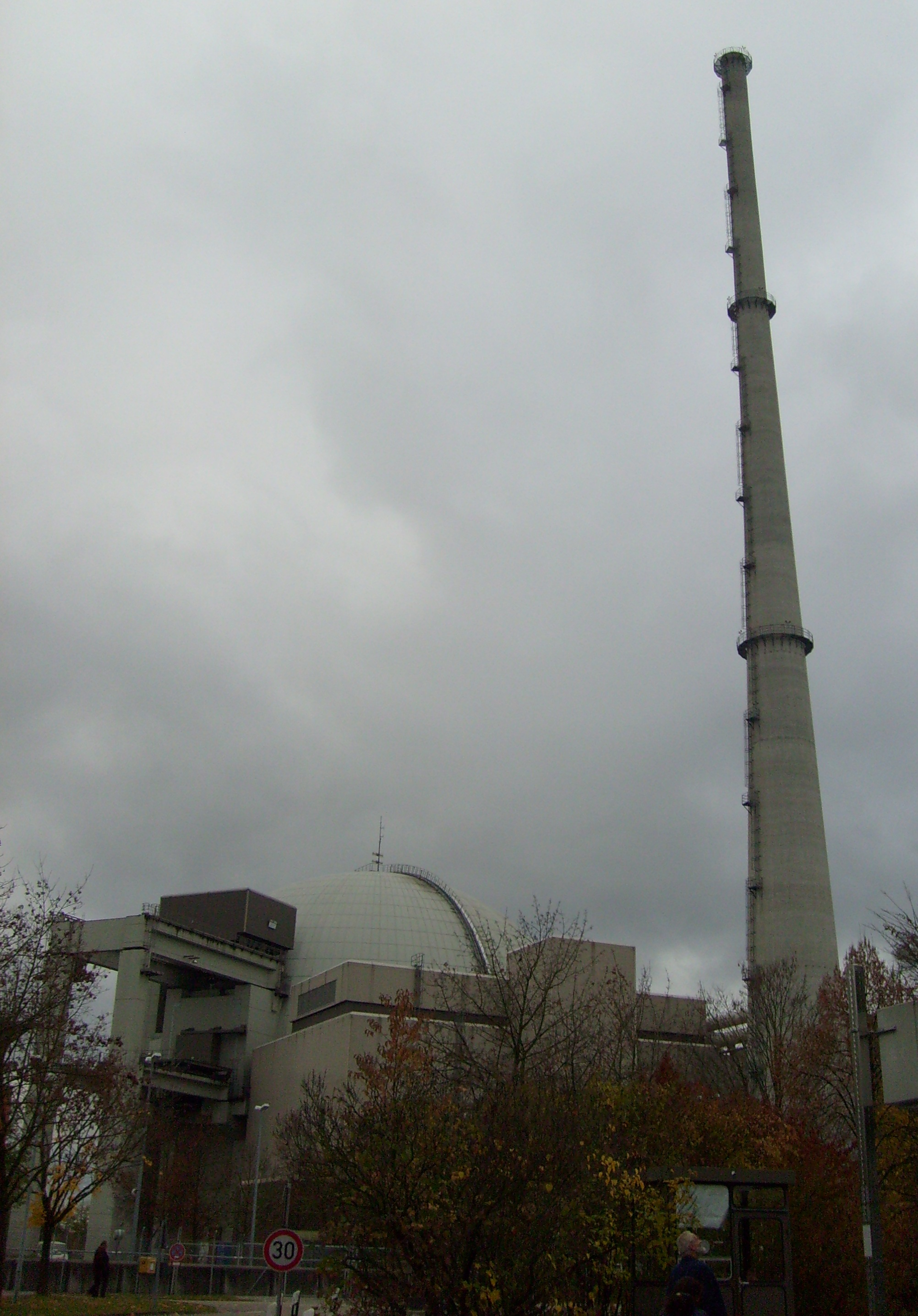
Isar 2